# المابن (جبلة)

تعديل مصدري - تعديل

المابن هي إحدى قرى عزلة الأصابح بمديرية جبلة التابعة لمحافظة إب، بلغ تعداد سكانها 108 نسمة حسب تعداد اليمن لعام 2004.